# Tarenna nitiduloides
Tarenna nitiduloides är en måreväxtart som beskrevs av George Taylor. Tarenna nitiduloides ingår i släktet Tarenna och familjen måreväxter.
Artens utbredningsområde är São Tomé. Inga underarter finns listade i Catalogue of Life.